# Changareh
Changareh (persiska: چنگره) är en ort i Iran.   Den ligger i provinsen Kermanshah, i den nordvästra delen av landet, 400 km väster om huvudstaden Teheran. Changareh ligger 1 969 meter över havet och antalet invånare är 110.
Terrängen runt Changareh är huvudsakligen kuperad, men åt nordväst är den platt. Runt Changareh är det ganska tätbefolkat, med 72 invånare per kvadratkilometer. Närmaste större samhälle är Sonqor, 11,6 km söder om Changareh. Trakten runt Changareh består i huvudsak av gräsmarker.